# Míster Gay Europa 2014
| 2005-Oslo 2006-Ámsterdam 2007-Budapest 2008-Budapest | 2009-Oslo 2010-Ginebra 2011-Braşov 2012-Roma | 2013-Praga 2014-Viena 2015-No celebrado 2016-Oppdal |

Míster Gay Europa 2014 fue el 9.º certamen de belleza gay en Europa y se celebró el 14 de junio en Viena, Austria. Participaron 16 naciones europeas. El sueco Jack Johansson se proclamó vencedor, llevando así la corona para Escandinavia porprimera vez en la historia de la competición.

## Participantes
| País              | Representante       | Edad | Altura (cm) |
| ----------------- | ------------------- | ---- | ----------- |
| Austria           | Robert Prolic       | 23   | 186         |
| Bélgica           | David Joest         | 34   | 187         |
| Bulgaria          | Georgi Todorov      | 31   | 176         |
| Chipre            | Kiriakos Spanos     | 25   | 183         |
| República Checa   | Michal              | 29   |             |
| Dinamarca         | Christian-Sebastian | 24   | 175         |
| Francia           | Olivier Croft       | 31   | 184         |
| Alemania          | Fabrice             | 22   | 184         |
| Irlanda           | Robbie Lawlor       | 23   | 181         |
| Lituania          | Minde               | 28   | 175         |
| Irlanda del Norte | Nick Flanagan       | 22   | 180         |
| Polonia           | Conrad Filas        | 26   | 183         |
| Suecia            | Jack Johansson      | 20   | 179         |
| Suiza             | Max Escobar         | 28   | 175         |
| Ucrania           | Kazza Aivazovskii   | 29   |             |
| Reino Unido       | Stuart Hatton Jr    | 29   | 170         |

## Ganador y finalistas
| País              | Título                 |
| ----------------- | ---------------------- |
| Suecia            | Míster Gay Europa 2014 |
| Austria           | 1.º finalista          |
| Reino Unido       | 2.º finalista          |
| Dinamarca         | 3.º finalista          |
| Irlanda del Norte | 4.º finalista          |